# یلنا گوریوا
یلنا گوریوا (انگلیسی: Yelena Guryeva؛ زادهٔ ۲۹ نوامبر ۱۹۵۸) بازیکن هاکی روی چمن اهل اتحاد جماهیر شوروی سوسیالیستی است.